# Maoudo Djossou
Maoudo Djossou est un homme politique béninois et maire de la commune de Dangbo dans le département de l'Ouémé.

## Biographie

### Carrière
En 2017, un concours est organisé par Mathias Kouwanou devenu député à la suite des dernières élections législatives,,,,,,,,,. 
Le 10 juillet 2019, à la suite de la cérémonie de passation de service, il prend la place de Mathias Kouwanou, l'ancien maire. Le 24 décembre 2019, Maoudo Djossou annule par arrêté communal, ce concours de recrutement de 7 agents pour le compte de la mairie.
Maoudo Djossou a été élu en juin 2020, maire de la commune de Dangbo sous le parti politique Union Progressiste,. Le 08 juin 2020, le parti politique de l'Union Progressiste comme maire de Dangbo[pas clair].
En 2020, il reçoit Patrice Talon dans la commune de Dangbo lors de la tournée présidentielle. 